# Ekrem İmamoğlu
Ekrem İmamoğlu (Akçaabat, Província de Trebisonda, Turquia, 4 de juny de 1970) és un polític turc que actualment és batlle d'Istanbul. Ocupà el càrrec de batlle del 17 d'abril fins al 6 de maig de 2019 després d'haver estat elegit a les eleccions municipals del març de 2019 com a candidat de la coalició Aliança Nacional entre el Partit Republicà del Poble (CHP) i el Partit Iyi i després d'una repetició de les eleccions fou reelegit el 23 de juny de 2019. Entre 2014 i 2019 havia estat batlle de Beylikdüzü, un districte occidental d'Istanbul.
İmamoğlu, tot i ser un candidat poc conegut, aconseguí ser el candidat a batlle d'Istanbul per la coalició Aliança Nacional, passant per davant d'altres candidats més ben situats com Muharrem İnce, que havia estat el candidat del CHP a les eleccions presidencials del 2018.
İmamoğlu fou proclamat batlle d'Istanbul el 17 d'abril, després de la conclusió del recompte. El 6 de maig, la Junta Electoral Central anul·là els resultats després d'acceptar les al·legacions del Partit de la Justícia i el Desenvolupament. Unes noves eleccions tingueren lloc el 23 de juny en les quals Imamoglu fou reelegit com a batlle amb el 54% dels vots.
El 19 de març de 2025 van esclatar protestes importants a Turquia amb més de 1100 detinguts, després de la detenció i arrest d'Ekrem İmamoğlu per part de les autoritats turques, que era el principal candidat de l'oposició a les eleccions presidencials turques de 2028 i el principal rival polític del president turc Recep Tayyip Erdoğan.